# Colm Feore
Colm Feore (Boston (Massachusetts), 22 augustus 1958) is een Canadees film- en televisieacteur.

## Levensloop
Feore werd geboren in Boston in een gezin met een Ierse oorsprong. Feore woonde enkele jaren in Ierland voordat hij uiteindelijk verhuisde naar het Canadese Windsor, waar hij opgroeide. Nadat hij Ridley College verliet ging hij studeren aan de National Theatre School in Montreal.
In Canada is Feore bekend door zijn theaterrollen. Feore was vele malen te zien op het theaterfestival Stratford Shakespeare Festival, waar hij onder andere de rollen van Romeo, Hamlet, Richard III en Cyrano speelde. Onder een groter publiek in Canada is hij bekend door zijn rol in de miniserie Trudeau, waarvoor hij een Gemini Award voor beste acteur in een drama- of miniserie, en zijn rol in het kassucces Bon Cop, Bad Cop.
Buiten Canada speelde Feore in vele films en televisieseries. Hij is in de Verenigde Staten waarschijnlijk het meest bekend door zijn bijrollen in de Hollywoodfilms Paycheck, National Security, The Chronicles of Riddick en Face/Off, en in de televisieserie 24. In New York speelde hij enkele theaterrollen, in Julius Caesar met Denzel Washington en in Hamlet met Liev Schreiber.

## Filmografie
- Thirty Two Short Films About Glenn Gould (1993) -- Glenn Gould
- Night Falls on Manhattan (1997) -- Harrison
- Face/Off (1997) -- Dr. Malcolm Walsh
- City of Angels (1998) -- Jordan
- The Red Violin (1998) -- Auctioneer
- Storm of the Century (miniserie) (1999) -- Andre Linoge
- The Insider (1999) -- Richard Scruggs
- Titus (1999) -- Marcus Andronicus
- Nikita (TV) (2000) -- Leon (aflevering: "Hell Hath No Fury")
- Thomas and the Magic Railroad (2000)
- The Perfect Son (2000) -- Ryan Taylor
- Nuremberg (2000) -- Rudolf Höss
- Pearl Harbor (2001) -- Adm. Husband E. Kimmel
- Century Hotel (2001) -- Sebastian
- Trudeau (2002) (miniserie) -- Pierre Elliott Trudeau
- The Sum of All Fears (2002) -- Olson
- Chicago (2002) -- Harrison
- National Security (2003) -- Detective Frank McDuff
- Paycheck (2003) -- John Wolfe
- The Chronicles of Riddick (2004) -- Lord Marshall
- Empire (2005) -- Julius Caesar
- Slings and Arrows (2005) -- Sanjay
- Lies My Mother Told Me (2005) -- Lucas Mackenzie
- The Exorcism of Emily Rose (2005) -- Karl Gunderson
- Battlestar Galactica (TV) (2006) -- President Richard Adar (aflevering: "Epiphanies")
- Bon Cop, Bad Cop (2006) -- Martin Ward
- Bury My Heart at Wounded Knee (2007)
- The Poet (2007) -- Colonel Hass
- Thomas' Big Adventures --Edward the Blue Engine/Toby the Tram Engine/Duke
- Six Reasons Why (2008) -- "The Preacher"
- Changeling (2008) -- Politiechef
- 24 (TV) (2009) -- First Gentleman Henry Taylor
- The Listener (TV) (2009) -- Ray Mercer
- Thor (2011) -- King Laufey
- French Immersion (2011) -- Michael Pontifikator
- The Borgias (2011) -- Kardinaal Guiliano della Rovere
- Revolution (TV) (2012) -- Randall Flynn
- Jack Ryan: Shadow Recruit (2014) -- Rob Behringer
- The Amazing Spider-Man 2 (2014) -- Donnald Menken
- Elephant Song (2014) -- Lawrence
- Sensitive Skin (TV) (2014) -- Roger
- Gotham (TV) (2014) -- Dr. Francis Dulmacher
- King Lear (2015) -- King Lear
- Reversion (2015) -- Jack Clé
- Painkillers (2015) -- Dr. Troutman
- Mean Dreams (2016) -- The Chief
- House of Cards (TV) (2016) -- Generaal Ted Brockhart
- Bon Cop, Bad Cop 2 (2017) -- Martin Ward
- 21 Thunder (TV) (2017) -- Declan Gallard
- Hunter's Moon (2017) -- Pater Roman
- Buckout Road (2017) -- Geestelijke Mike
- Anon (2018) -- Rechercheur Charles Gattis
- For All Mankind (2019) -- Wernher Von Braun
- The Umbrella Academy (TV) (2019-2024) -- Sir Reginald Hargreeves